# Aeroportul Otú
Aeroportul Otú (IATA: OTU, ICAO: SKOT) este un aeroport din Antioquia, Columbia ce deservește zona Remedios. Aeroportul a fost tranzitat în 2021 de 828 de pasageri.
Situat la o altitudine de 628 m, aeroportul dispune de o singură pistă.